# Campeonato Mundial de Fórmula 1 de 1980
A Temporada de Fórmula 1 de 1980 foi a 31.ª realizada pela FIA, decorrendo entre 13 de janeiro e 5 de outubro de 1980, com catorze corridas.
Teve como campeão o australiano Alan Jones, da equipe Williams, sendo vice-campeão o brasileiro Nelson Piquet, da Brabham.

## Pilotos e Construtores[1]
| Campeão                | Vice-campeão          | 3º Lugar               |
|                        |                       |                        |
| Alan Jones             | Nelson Piquet         | Carlos Reutemann       |
| Williams-Ford Cosworth | Brabham-Ford Cosworth | Williams-Ford Cosworth |

| Equipe                              | Construtor | Chassis | Motor                            | Pneus | No | Piloto             | Rodadas     |
| ----------------------------------- | ---------- | ------- | -------------------------------- | ----- | -- | ------------------ | ----------- |
| Scuderia Ferrari SpA SEFAC          | Ferrari    | 312T5   | Ferrari 015 3.0 F12              | M     | 1  | Jody Scheckter     | Todas       |
| Scuderia Ferrari SpA SEFAC          | Ferrari    | 312T5   | Ferrari 015 3.0 F12              | M     | 2  | Gilles Villeneuve  | Todas       |
| Candy Team Tyrrell                  | Tyrrell    | 009     | Ford Cosworth DFV 3.0 V8         | G     | 3  | Jean-Pierre Jarier | 1-2         |
| Candy Team Tyrrell                  | Tyrrell    | 009     | Ford Cosworth DFV 3.0 V8         | G     | 4  | Derek Daly         | 1-2         |
| Candy Team Tyrrell                  | Tyrrell    | 010     | Ford Cosworth DFV 3.0 V8         | G     | 3  | Jean-Pierre Jarier | 3-14        |
| Candy Team Tyrrell                  | Tyrrell    | 010     | Ford Cosworth DFV 3.0 V8         | G     | 4  | Derek Daly         | 3-14        |
| Candy Team Tyrrell                  | Tyrrell    | 010     | Ford Cosworth DFV 3.0 V8         | G     | 43 | Mike Thackwell     | 13-14       |
| Parmalat Racing Team                | Brabham    | BT49    | Ford Cosworth DFV 3.0 V8         | G     | 5  | Nelson Piquet      | Todas       |
| Parmalat Racing Team                | Brabham    | BT49    | Ford Cosworth DFV 3.0 V8         | G     | 6  | Ricardo Zunino     | 1-7         |
| Parmalat Racing Team                | Brabham    | BT49    | Ford Cosworth DFV 3.0 V8         | G     | 6  | Hector Rebaque     | 8-14        |
| Marlboro Team McLaren               | McLaren    | M29B    | Ford Cosworth DFV 3.0 V8         | G     | 7  | John Watson        | 1-3         |
| Marlboro Team McLaren               | McLaren    | M29B    | Ford Cosworth DFV 3.0 V8         | G     | 8  | 🇧🇪Teddy Pillete    | 4           |
| Marlboro Team McLaren               | McLaren    | M29C    | Ford Cosworth DFV 3.0 V8         | G     | 7  | John Watson        | 5-13        |
| Marlboro Team McLaren               | McLaren    | M29C    | Ford Cosworth DFV 3.0 V8         | G     | 8  | Stephen South      | 1-3         |
| Marlboro Team McLaren               | McLaren    | M29C    | Ford Cosworth DFV 3.0 V8         | G     | 8  | 🇧🇪 Teddy Pillete   | 5-8         |
| Marlboro Team McLaren               | McLaren    | M30     | Ford Cosworth DFV 3.0 V8         | G     | 8  | 🇬🇧Stephen South    | 9-14        |
| Team ATS                            | ATS        | D3      | Ford Cosworth DFV 3.0 V8         | G     | 9  | Marc Surer         | 1-2         |
| Team ATS                            | ATS        | D3      | Ford Cosworth DFV 3.0 V8         | G     | 10 | Jan Lammers        | 1-3         |
| Team ATS                            | ATS        | D4      | Ford Cosworth DFV 3.0 V8         | G     | 9  | Marc Surer         | 3, 7-14     |
| Team ATS                            | ATS        | D4      | Ford Cosworth DFV 3.0 V8         | G     | 9  | Jan Lammers        | 4-6         |
| Team ATS                            | ATS        | D4      | Ford Cosworth DFV 3.0 V8         | G     | 10 | Marc Surer         | 4           |
| Team ATS                            | ATS        | D4      | Ford Cosworth DFV 3.0 V8         | G     | 10 | Harald Ertl        | 9           |
| Team Essex Team Lotus               | Team Lotus | 81      | Ford Cosworth DFV 3.0 V8         | G     | 11 | Mario Andretti     | Todas       |
| Team Essex Team Lotus               | Team Lotus | 81      | Ford Cosworth DFV 3.0 V8         | G     | 12 | Elio de Angelis    | Todas       |
| Team Essex Team Lotus               | Team Lotus | 81B     | Ford Cosworth DFV 3.0 V8         | G     | 43 | Nigel Mansell      | 10-12       |
| Unipart Racing Team                 | Ensign     | N180    | Ford Cosworth DFV 3.0 V8         | G     | 14 | Clay Regazzoni     | 1-4         |
| Unipart Racing Team                 | Ensign     | N180    | Ford Cosworth DFV 3.0 V8         | G     | 14 | Tiff Needell       | 5-6         |
| Unipart Racing Team                 | Ensign     | N180    | Ford Cosworth DFV 3.0 V8         | G     | 14 | Jan Lammers        | 7-14        |
| Unipart Racing Team                 | Ensign     | N180    | Ford Cosworth DFV 3.0 V8         | G     | 41 | Geoff Lees         | 3-7         |
| Equipe Renault Elf                  | Renault    | RE20    | Renault-Gordini EF1 1.5 V6 Turbo | M     | 15 | 🇫🇷 Alain Prost     | Todas       |
| Equipe Renault Elf                  | Renault    | RE20    | Renault-Gordini EF1 1.5 V6 Turbo | M     | 16 | René Arnoux        | Todas       |
| Shadow Cars                         | Shadow     | DN11    | Ford Cosworth DFV 3.0 V8         | G     | 17 | Stefan Johansson   | 1-2         |
| Shadow Cars                         | Shadow     | DN11    | Ford Cosworth DFV 3.0 V8         | G     | 17 | Geoff Lees         | 3-4         |
| Shadow Cars                         | Shadow     | DN11    | Ford Cosworth DFV 3.0 V8         | G     | 18 | Dave Kennedy       | 1-5         |
| Theodore Shadow                     | Shadow     | DN11    | Ford Cosworth DFV 3.0 V8         | G     | 18 | Dave Kennedy       | 6           |
| Shadow Cars                         | Shadow     | DN12    | Ford Cosworth DFV 3.0 V8         | G     | 17 | Geoff Lees         | 5           |
| Theodore Shadow                     | Shadow     | DN12    | Ford Cosworth DFV 3.0 V8         | G     | 17 | Geoff Lees         | 6-7         |
| Theodore Shadow                     | Shadow     | DN12    | Ford Cosworth DFV 3.0 V8         | G     | 18 | Dave Kennedy       | 7           |
| Skol Fittipaldi Team                | Fittipaldi | F7      | Ford Cosworth DFV 3.0 V8         | G     | 20 | Emerson Fittipaldi | 1-7         |
| Skol Fittipaldi Team                | Fittipaldi | F7      | Ford Cosworth DFV 3.0 V8         | G     | 21 | Keke Rosberg       | 1-8         |
| Skol Fittipaldi Team                | Fittipaldi | F8      | Ford Cosworth DFV 3.0 V8         | G     | 20 | Emerson Fittipaldi | 8-14        |
| Skol Fittipaldi Team                | Fittipaldi | F8      | Ford Cosworth DFV 3.0 V8         | G     | 21 | Keke Rosberg       | 9-14        |
| Marlboro Team Alfa Romeo            | Alfa Romeo | 179     | Alfa Romeo 1260 3.0 V12          | G     | 22 | Patrick Depailler  | 1-8         |
| Marlboro Team Alfa Romeo            | Alfa Romeo | 179     | Alfa Romeo 1260 3.0 V12          | G     | 22 | Vittorio Brambilla | 11-12       |
| Marlboro Team Alfa Romeo            | Alfa Romeo | 179     | Alfa Romeo 1260 3.0 V12          | G     | 22 | Andrea de Cesaris  | 13-14       |
| Marlboro Team Alfa Romeo            | Alfa Romeo | 179     | Alfa Romeo 1260 3.0 V12          | G     | 23 | Bruno Giacomelli   | Todas       |
| Equipe Ligier Gitanes               | Ligier     | JS11/15 | Ford Cosworth DFV 3.0 V8         | G     | 25 | Didier Pironi      | Todas       |
| Equipe Ligier Gitanes               | Ligier     | JS11/15 | Ford Cosworth DFV 3.0 V8         | G     | 26 | Jacques Laffite    | Todas       |
| Albilad Williams Racing Team        | Williams   | FW07    | Ford Cosworth DFV 3.0 V8         | G     | 27 | Alan Jones         | 1           |
| Albilad Williams Racing Team        | Williams   | FW07B   | Ford Cosworth DFV 3.0 V8         | G     | 27 | Alan Jones         | 2-14        |
| Albilad Williams Racing Team        | Williams   | FW07B   | Ford Cosworth DFV 3.0 V8         | G     | 28 | Carlos Reutemann   | 1-14        |
| Warsteiner Arrows Racing Team       | Arrows     | A3      | Ford Cosworth DFV 3.0 V8         | G     | 29 | Riccardo Patrese   | Todas       |
| Warsteiner Arrows Racing Team       | Arrows     | A3      | Ford Cosworth DFV 3.0 V8         | G     | 30 | Jochen Mass        | 1-10, 13-14 |
| Warsteiner Arrows Racing Team       | Arrows     | A3      | Ford Cosworth DFV 3.0 V8         | G     | 30 | Mike Thackwell     | 11          |
| Warsteiner Arrows Racing Team       | Arrows     | A3      | Ford Cosworth DFV 3.0 V8         | G     | 30 | Manfred Winkelhock | 12          |
| Osella Squadra Corse                | Osella     | FA1     | Ford Cosworth DFV 3.0 V8         | G     | 31 | Eddie Cheever      | 1-11        |
| Osella Squadra Corse                | Osella     | FA1B    | Ford Cosworth DFV 3.0 V8         | G     | 31 | Eddie Cheever      | 12-14       |
| Brands Hatch Racing                 | Williams   | FW07    | Ford Cosworth DFV 3.0 V8         | G     | 43 | Desiré Wilson      | 8           |
| RAM/Williams Grand Prix Engineering | Williams   | FW07    | Ford Cosworth DFV 3.0 V8         | G     | 50 | Rupert Keegan      | 8           |
| RAM/Penthouse-Rizla Racing          | Williams   | FW07    | Ford Cosworth DFV 3.0 V8         | G     | 50 | Rupert Keegan      | 9-14        |
| RAM Theodore - Rainbow Jeans Racing | Williams   | FW07    | Ford Cosworth DFV 3.0 V8         | G     | 51 | Kevin Cogan        | 13          |
| RAM Theodore - Rainbow Jeans Racing | Williams   | FW07    | Ford Cosworth DFV 3.0 V8         | G     | 51 | Geoff Lees         | 14          |

## Calendário
| Prova | Grande Prêmio       | Data           | Local          |
| ----- | ------------------- | -------------- | -------------- |
| 1     | GP da Argentina     | 13 de Janeiro  | Oscar Gálvez   |
| 2     | GP do Brasil        | 27 de Janeiro  | Interlagos     |
| 3     | GP da África do Sul | 2 de Março     | Kyalami        |
| 4     | GP do Oeste dos EUA | 30 de Março    | Long Beach     |
| 5     | GP da Bélgica       | 4 de Maio      | Zolder         |
| 6     | GP de Mônaco        | 18 de Maio     | Monte Carlo    |
| 7     | GP da França        | 29 de Junho    | Paul Ricard    |
| 8     | GP da Inglaterra    | 13 de Julho    | Brands Hatch   |
| 9     | GP da Alemanha      | 10 de Agosto   | Hockenheim     |
| 10    | GP da Áustria       | 17 de Agosto   | Österreichring |
| 11    | GP da Holanda       | 31 de Agosto   | Zandvoort      |
| 12    | GP da Itália        | 14 de Setembro | Ímola          |
| 13    | GP do Canadá        | 28 de Setembro | Montreal       |
| 14    | GP dos EUA          | 5 de Outubro   | Watkins Glen   |

## Resultados

### Grandes Prêmios
| GP | Grande Prêmio        | Pole Position         | Volta mais rápida | Vencedor              | Equipe        | Descrição |
| -- | -------------------- | --------------------- | ----------------- | --------------------- | ------------- | --------- |
| 1  | GP da Argentina      | Alan Jones            | Alan Jones        | Alan Jones            | Williams-Ford | Detalhes  |
| 2  | GP do Brasil         | Jean-Pierre Jabouille | René Arnoux       | René Arnoux           | Renault       | Detalhes  |
| 3  | GP da África do Sul  | Jean-Pierre Jabouille | René Arnoux       | René Arnoux           | Renault       | Detalhes  |
| 4  | GP do Oeste dos EUA  | Nelson Piquet         | Nelson Piquet     | Nelson Piquet         | Brabham-Ford  | Detalhes  |
| 5  | GP da Bélgica        | Alan Jones            | Jacques Laffite   | Didier Pironi         | Ligier-Ford   | Detalhes  |
| 6  | GP de Mônaco         | Didier Pironi         | Carlos Reutemann  | Carlos Reutemann      | Williams-Ford | Detalhes  |
| 7  | GP da França         | Jacques Laffite       | Alan Jones        | Alan Jones            | Williams-Ford | Detalhes  |
| 8  | GP da Grã-Bretanha   | Didier Pironi         | Didier Pironi     | Alan Jones            | Williams-Ford | Detalhes  |
| 9  | GP da Alemanha       | Alan Jones            | Alan Jones        | Jacques Laffite       | Ligier-Ford   | Detalhes  |
| 10 | GP da Áustria        | René Arnoux           | René Arnoux       | Jean-Pierre Jabouille | Renault       | Detalhes  |
| 11 | GP dos Países Baixos | René Arnoux           | René Arnoux       | Nelson Piquet         | Brabham-Ford  | Detalhes  |
| 12 | GP da Itália         | René Arnoux           | Alan Jones        | Nelson Piquet         | Brabham-Ford  | Detalhes  |
| 13 | GP do Canadá         | Nelson Piquet         | Didier Pironi     | Alan Jones            | Williams-Ford | Detalhes  |
| 14 | GP dos EUA           | Bruno Giacomelli      | Alan Jones        | Alan Jones            | Williams-Ford | Detalhes  |

### Pilotos
| Pos | Piloto                | ARG | BRA | RSA | USW | BEL | MON | FRA | GBR | GER | AUT | NED | ITA | CAN | USA | Pontos  |
| --- | --------------------- | --- | --- | --- | --- | --- | --- | --- | --- | --- | --- | --- | --- | --- | --- | ------- |
| 1   | Alan Jones            | 1   | 3   | Ret | Ret | 2   | Ret | 1   | 1   | (3) | 2   | 11  | 2   | 1   | 1   | 67 (71) |
| 2   | Nelson Piquet         | 2   | Ret | 4   | 1   | Ret | 3   | 4   | 2   | 4   | 5   | 1   | 1   | Ret | Ret | 54      |
| 3   | Carlos Reutemann      | Ret | Ret | 5   | Ret | 3   | 1   | 6   | 3   | 2   | 3   | (4) | (3) | 2   | 2   | 42 (49) |
| 4   | Jacques Laffite       | Ret | Ret | 2   | Ret | 11  | 2   | 3   | Ret | 1   | 4   | 3   | 9   | 8   | 5   | 34      |
| 5   | Didier Pironi         | Ret | 4   | 3   | 6   | 1   | Ret | 2   | Ret | Ret | Ret | Ret | 6   | 3   | 3   | 32      |
| 6   | René Arnoux           | Ret | 1   | 1   | 9   | 4   | Ret | 5   | NC  | Ret | 9   | 2   | 10  | Ret | 7   | 29      |
| 7   | Elio de Angelis       | Ret | 2   | Ret | Ret | 10  | 9   | Ret | Ret | 16  | 6   | Ret | 4   | 10  | 4   | 13      |
| 8   | Jean-Pierre Jabouille | Ret | Ret | Ret | 10  | Ret | Ret | Ret | Ret | Ret | 1   | Ret | Ret | Ret |     | 9       |
| 9   | Riccardo Patrese      | Ret | 6   | Ret | 2   | Ret | 8   | 9   | 9   | 9   | 14  | Ret | Ret | Ret | Ret | 7       |
| 10  | Keke Rosberg          | 3   | 9   | Ret | Ret | 7   | NQ  | Ret | NQ  | Ret | 16  | NQ  | 5   | 9   | 10  | 6       |
| 11  | John Watson           | Ret | 11  | 11  | 4   | NC  | NQ  | 7   | 8   | Ret | Ret | Ret | Ret | 4   | NC  | 6       |
| 12  | Derek Daly            | 4   | 14  | Ret | 8   | 9   | Ret | 11  | 4   | 10  | Ret | Ret | Ret | Ret | Ret | 6       |
| 13  | Jean-Pierre Jarier    | Ret | 12  | 7   | Ret | 5   | Ret | Ret | 5   | 15  | Ret | 5   | 13  | 7   | NC  | 6       |
| 14  | Gilles Villeneuve     | Ret | 16  | Ret | Ret | 6   | 5   | 8   | Ret | 6   | 8   | 7   | Ret | 5   | Ret | 6       |
| 15  | Emerson Fittipaldi    | NC  | 15  | 8   | 3   | Ret | 6   | Ret | 12  | Ret | 11  | Ret | Ret | Ret | Ret | 5       |
| 16  | Alain Prost           | 6   | 5   | DNS |     | Ret | Ret | Ret | 6   | 11  | 7   | 6   | 7   | Ret | DNS | 5       |
| 17  | Jochen Mass           | Ret | 10  | 6   | 7   | Ret | 4   | 10  | 13  | 8   | NQ  |     |     | 11  | Ret | 4       |
| 18  | Bruno Giacomelli      | 5   | 13  | Ret | Ret | Ret | Ret | Ret | Ret | 5   | Ret | Ret | Ret | Ret | Ret | 4       |
| 19  | Jody Scheckter        | Ret | Ret | Ret | 5   | 8   | Ret | 12  | 10  | 13  | 13  | 9   | 8   | NQ  | 11  | 2       |
| 20  | Mario Andretti        | Ret | Ret | 12  | Ret | Ret | 7   | Ret | Ret | 7   | Ret | 8   | Ret | Ret | 6   | 1       |
| 21  | Héctor Rebaque        |     |     |     |     |     |     |     | 7   | Ret | 10  | Ret | Ret | 6   | Ret | 1       |
| 22  | Marc Surer            | Ret | 7   |     |     |     |     | Ret | Ret | 12  | 12  | 10  | Ret | NQ  | 8   | 0       |
| 23  | Ricardo Zunino        | 7   | 8   | 10  | Ret | Ret | NQ  | Ret |     |     |     |     |     |     |     | 0       |
| 24  | Rupert Keegan         |     |     |     |     |     |     |     | 11  | NQ  | 15  | DNQ | 11  | NQ  | 9   | 0       |
| 25  | Clay Regazzoni        | NC  | Ret | 9   | Ret |     |     |     |     |     |     |     |     |     |     | 0       |
| 26  | Jan Lammers           | NQ  | NQ  | NQ  | Ret | 12  | NC  | NQ  | NQ  | 14  | NQ  | NQ  | NQ  | 12  | Ret | 0       |
| 27  | Eddie Cheever         | NQ  | NQ  | Ret | Ret | NQ  | NQ  | Ret | Ret | Ret | Ret | Ret | 12  | Ret | Ret | 0       |
| 28  | Geoff Lees            |     |     | 13  | NQ  | NQ  | NQ  | NQ  |     |     |     | Ret | NQ  |     | NQ  | 0       |
| 29  | Patrick Depailler     | Ret | Ret | NC  | Ret | Ret | Ret | Ret | Ret |     |     |     |     |     |     | 0       |
| 30  | Nigel Mansell         |     |     |     |     |     |     |     |     |     | Ret | Ret | NQ  |     |     | 0       |
| 31  | Vittorio Brambilla    |     |     |     |     |     |     |     |     |     |     | Ret | Ret |     |     | 0       |
| 32  | Andrea de Cesaris     |     |     |     |     |     |     |     |     |     |     |     |     | Ret | Ret | 0       |
| 33  | Tiff Needell          |     |     |     |     | Ret | NQ  |     |     |     |     |     |     |     |     | 0       |
| 34  | Mike Thackwell        |     |     |     |     |     |     |     |     |     |     | NQ  |     | Ret | NQ  | 0       |
| -   | Dave Kennedy          | NQ  | NQ  | NQ  | NQ  | NQ  | NQ  | NQ  |     |     |     |     |     |     |     | -       |
| -   | Stefan Johansson      | NQ  | NQ  |     |     |     |     |     |     |     |     |     |     |     |     | -       |
| -   | Manfred Winkelhock    |     |     |     |     |     |     |     |     |     |     |     | NQ  |     |     | -       |
| -   | Harald Ertl           |     |     |     |     |     |     |     |     | NQ  |     |     |     |     |     | -       |
| -   | Stephen South         |     |     |     | NQ  |     |     |     |     |     |     |     |     |     |     | -       |
| -   | Desiré Wilson         |     |     |     |     |     |     |     | NQ  |     |     |     |     |     |     | -       |
| -   | Kevin Cogan           |     |     |     |     |     |     |     |     |     |     |     |     | NQ  |     | -       |
| Pos | Piloto                | ARG | BRA | RSA | USW | BEL | MON | FRA | GBR | GER | AUT | NED | ITA | CAN | USA | Pontos  |

| Cor        | Resultado             |
| ---------- | --------------------- |
| Ouro       | Vencedor              |
| Prata      | 2.º lugar             |
| Bronze     | 3.º lugar             |
| Verde      | Terminou, nos pontos  |
| Azul       | Terminou, sem pontos  |
| Púrpura    | Ret – Retirou-se      |
| Vermelho   | NQ – Não qualificado  |
| Preto      | DSQ – Desqualificado  |
| Branco     | NL – Não largou       |
| Branco     | C – Corrida cancelada |
| Azul claro | AT – Apenas Treino    |
| Sem cor    | NP – Não participou   |
| Sem cor    | Les – Lesionado       |
| Sem cor    | EX – Excluído         |

* Negrito = pole position - * Itálico = volta mais rápida

### Construtores
| Pos. | Construtor | Chassis | Motor                        | Pneu | GPs    | Vitórias | Pódiums | Poles | Subtotal de Pontos | Total de Pontos |
| ---- | ---------- | ------- | ---------------------------- | ---- | ------ | -------- | ------- | ----- | ------------------ | --------------- |
| 1    | Williams   | FW07    | Ford Cosworth DFV V8         | G    | 1      | 1        | 1       | 1     | 9                  | 120             |
| 1    | Williams   | FW07B   | Ford Cosworth DFV V8         | G    | 14     | 5        | 17      | 2     | 111                | 120             |
| 2    | Ligier     | JS11/15 | Ford Cosworth DFV V8         | G    | 14     | 2        | 10      | 3     | 66                 | 66              |
| 3    | Brabham    | BT49    | Ford Cosworth DFV V8         | G    | 13     | 3        | 6       | 2     | 55                 | 55              |
| 4    | Renault    | RE20    | Renault-Gordini EF1 V6 Turbo | M    | 14     | 3        | 4       | 5     | 38                 | 38              |
| 5    | Lotus      | 81      | Ford Cosworth DFV V8         | G    | 14     |          | 1       |       | 14                 | 14              |
| 5    | Lotus      | 81B     | Ford Cosworth DFV V8         | G    | 2 (1)  |          |         |       |                    | 14              |
| 6    | Tyrrell    | 009     | Ford Cosworth DFV V8         | G    | 1      |          |         |       | 3                  | 12              |
| 6    | Tyrrell    | 010     | Ford Cosworth DFV V8         | G    | 12     |          |         |       | 9                  | 12              |
| 7    | Arrows     | A3      | Ford Cosworth DFV V8         | G    | 14     |          | 1       |       | 11                 | 11              |
| 8    | Fittipaldi | F7      | Ford Cosworth DFV V8         | G    | 7 (1)  |          | 2       |       | 9                  | 11              |
| 8    | Fittipaldi | F8      | Ford Cosworth DFV V8         | G    | 7      |          |         |       | 2                  | 11              |
| 9    | McLaren    | M29B    | Ford Cosworth DFV V8         | G    | 3      |          |         |       | 3                  | 11              |
| 9    | McLaren    | M29C    | Ford Cosworth DFV V8         | G    | 11     |          |         |       | 7                  | 11              |
| 9    | McLaren    | M30     | Ford Cosworth DFV V8         | G    | 4      |          |         |       | 1                  | 11              |
| 10   | Ferrari    | 312T5   | Ferrari 015 F12              | M    | 14     |          |         |       | 8                  | 8               |
| 11   | Alfa Romeo | 179     | Alfa Romeo 1260 V12          | G    | 14     |          |         | 1     | 4                  | 4               |
| 12   | ATS        | D3      | Ford Cosworth DFV V8         | G    | 2 (1)  |          |         |       | 0                  | 0               |
| 12   | ATS        | D4      | Ford Cosworth DFV V8         | G    | 10 (2) |          |         |       | 0                  | 0               |
| 13   | Ensign     | N180    | Ford Cosworth DFV V8         | G    | 9 (5)  |          |         |       | 0                  | 0               |
| 14   | Osella     | FA1     | Ford Cosworth DFV V8         | G    | 11     |          |         |       | 0                  | 0               |
| 14   | Osella     | FA1B    | Ford Cosworth DFV V8         | G    | 1 (2)  |          |         |       | 0                  | 0               |
| 15   | Shadow     | DN11    | Ford Cosworth DFV V8         | G    | 1 (5)  |          |         |       | 0                  | 0               |
| 15   | Shadow     | DN12    | Ford Cosworth DFV V8         | G    | (3)    |          |         |       | 3 NQ               | 0               |

## Transmissão no Brasil
Foi a primeira passagem da Fórmula 1 pela Rede Bandeirantes, que - fato inédito à época - transmitiu a temporada completa para o Brasil; a narração das corridas ficou a cargo do então estreante Galvão Bueno e de Fernando Solera, acompanhado do comentarista Gil Ferreira e reportagens de Álvaro José e Ana Aragão. Após um período de 40 temporadas consecutivas transmitidas pela Rede Globo (1981-2020), a emissora do Morumbi firmou um acordo bianual com o grupo Liberty Media - atual proprietário da categoria - e transmite, desde 2021, todas as etapas ao vivo na TV aberta brasileira. Sua equipe de transmissão é formada pelo narrador Sérgio Maurício, a repórter Mariana Becker e os comentaristas Felipe Giaffone, Max Wilson e Reginaldo Leme. Em 2022, a emissora do Morumbi renovou o contrato de mais 3 anos com a Liberty Media.